# Uberella denticulifera
Uberella denticulifera är en snäckart som först beskrevs av Marwick 1924.  Uberella denticulifera ingår i släktet Uberella och familjen borrsnäckor. Inga underarter finns listade i Catalogue of Life.